# Disco Dancer
Disco Dancer är en indisk musikalfilm från år 1982 i regi av Babbar Subhash.

## Handling
Jimmy lovar att återvända till Bombay för att bli en känd underhållare så att han kan hämnas på Mr. Oberoi, som förolämpat Jimmys mamma och dessutom fått henne fängslad på falska anklagelser. Jimmy blir förälskad i Mr. Oberois dotter, vilket orsakar att Oberoi får ett nervöst sammanbrott då han tar över som populär discodansare.
Mr. Oberoi försöker göra sig av med Jimmy, men istället råkar han döda Jimmys mamma av misstag. Jimmy blir förkrossad och kan inte framträda längre. Ska han resa sig över tragedin, sjunga igen och hämnas sin mammas död?

## Om filmen
I Indien har några av karaktärerna andra namn. När filmen dubbades till exempelvis engelska, för att marknadsföras i andra länder, så döptes några av karaktärerna om. Karaktären Jimmy heter Anil i hemlandet Indien.
Musiken skrevs av Bappi Lahiri, och han framför en del av den själv. Många av låtarna blev stora hits, inte bara i Indien utan även i andra länder. Den största hiten blev troligen I Am A Disco Dancer.

## Rollista i urval
- Mithun Chakraborty - Jimmy
- Rajesh Khanna - Master Raju
- Kalpana Iyer - Nikki Brown
- Om Puri - David Brown
- Gita Siddharth - Radha
- Yusuf Khan - Vasco
- Om Shivpuri - Mr. Oberoi